# حکایت‌های عاشقانه

از چپ: گاستونه پسکوچی، مارتینا اورلوپ و دینو کاسیو در صحنه‌ای از فیلم.

حکایت‌های عاشقانه (ایتالیایی: Novelle galeotte d'amore) که با نام دِکامرون ۳ هم شناخته می‌شود، یک فیلم کمدی سکسی سبک ایتالیایی به کارگردانی آنتونیو مارگریتی است که در سال ۱۹۷۲ منتشر شد.

## گزیدهٔ بازیگران
- آلدو بوفی لندی
- آنتونیو کانتافورا
- آدا پومتی
- لیانا دل بالتسو
- گاستونه پسکوچی
- رمو کاپیتانی
- پوپو د لوکا
- مارتینا اورلوپ
- دینو کاسیو